# Marcus Hellner
Marcus Hellner (n. 25 noiembrie 1985, Q10559571⁠(d), Skaraborg⁠(d), Suedia) este un schior de fond ce a reprezentat Suedia, medaliat olimpic. A participat la 2 ediții ale Jocurilor Olimpice (2010, 2014) în care a câștigat 3 medalii de aur și o medalie de argint.